# 拉斯魯阿
拉斯魯阿（西班牙語：Raxruhá），是危地馬拉的城鎮，位於該國北部，由上維拉帕斯省負責管轄，始建於2008年，面積533平方公里，海拔高度146米，2008年人口35,000，人口密度每平方公里65人。
15°53′20″N 90°14′48″W / 15.88889°N 90.24667°W